# Komunikacja miejska w Grodzisku Mazowieckim
Celem utworzenia Związku była wspólna organizacja połączeń autobusowych przez różne jednostki samorządu terytorialnego, dzięki której mieszkańcom została zapewniona sprawna i funkcjonalna sieć zsynchronizowanych ze sobą połączeń (w tym powiązane rozkłady jazdy różnych linii, w różnych gminach), spójna taryfa biletowa oraz jednolity i wysoki standard przewozów.
Związek powiatowo-gminny „Grodziskie Przewozy Autobusowe” jest pierwszą taką organizacją w województwie mazowieckim. Jego założyciele to: Powiat Grodziski, Baranów, Błonie, Grodzisk Mazowiecki, Jaktorów, Milanówek i Żabia Wola. W grudniu 2021 r. do Związku przystąpił Powiat Pruszkowski, a w 2024 r. do Związku przystąpił Powiat Warszawski Zachodni.
Synteza takich elementów jak: dobra współpraca wymienionych samorządów oraz utworzenie związku znacząco zwiększyły możliwości pozyskania dopłat do realizacji przewozów z Funduszu Rozwoju Przewozów Autobusowych. W pozyskiwaniu dofinansowań z funduszu związki powiatowo-gminne mają pierwszeństwo przed powiatami. Wsparcie finansowe ze środków Funduszu Przewozów Autobusowych zapewnia gminom oszczędności sięgające ponad 30 milionów złotych rocznie, przy jednoczesnym podniesieniu jakości taboru autobusowego i zwiększeniu częstotliwości połączeń autobusowych.
Autobusy pod szyldem „Grodziskich Przewozów Autobusowych” na ulice gmin i powiatów członkowskich wyjechały 1 stycznia 2022 roku. Organizator kontynuował rozwój sieci powiatowych połączeń autobusowych funkcjonujących od lipca 2020 roku, a także objął komunikacją nowe obszary. Na początku 2022 r. GPA obsługiwały ok. 100 tys. pasażerów miesięcznie, w pierwszym kwartale 2023 r. autobusy GPA obsługiwały już ponad 300 tys. pasażerów miesięcznie, natomiast w 2024 r. było to już ok. 450 tys. pasażerów miesięcznie. 2024 rok był trzecim rokiem funkcjonowania połączeń autobusowych z logiem Grodziskich Przewozów Autobusowych. Linie obsługiwało łącznie ponad 100 autobusów. W 2024 r. do Związku przystąpił Powiat Warszawski Zachodni. Nowe linie w powiecie uruchomione zostały w dwóch etapach – od grudnia 2024 r. i od stycznia 2025 r.
W 2025 roku funkcjonuje już 85 linii, które obsługuje 147 autobusów. Roczna praca eksploatacyjna wynosi około 13 mln wozokilometrów. Związek ma na stanie majątkowym 8 Solarisów Urbino 10,5, a we wrześniu planowana jest dostawa 3 Solarisów Urbino 12 electric.

## Bilety
Zasugerowano, aby ta sekcja została przeniesiona do artykułu Grodziskie Przewozy Autobusowe.
Na wszystkich liniach obowiązuje jednolita taryfa urzędowa, ustalana przez Związek. Rodzaje biletów podzielone są na 4 kategorie:
- miejski – obowiązujący na terenie miasta. Cena biletu normalnego wynosi 1 zł.
- grodziski – obowiązujący na terenie gmin Grodzisk Mazowiecki, Jaktorów i Milanówek. Cena biletu normalnego wynosi 2 zł.
- gminny – obowiązujący na terenie pozostałych gmin. Cena biletu normalnego wynosi 2 zł.
- międzygminny – obowiązujący na terenie powiatu grodziskiego, pruszkowskiego i gminy Błonie. Cena biletu normalnego wynosi 4 zł.

Do biletów przysługują ulgi ustawowe oraz ulgi samorządowe - przykładowo osoby posiadające ważny w dniu zakupu bilet długookresowy (miesięczny, kwartalny) na przejazdy Warszawską Koleją Dojazdową lub Kolejami Mazowieckimi w odpowiedniej relacji, mają uprawnienie do ulgi „przesiadkowej kolejowej” na bilety miesięczne miejskie, grodziskie i gminne. Ponadto osoby posiadające ważny w dniu zakupu bilet imienny okresowy Zarządu Transportu Miejskiego w Warszawie uprawnione są do ulgi „przesiadkowej warszawskiej” obowiązującej w granicach powiatu pruszkowskiego.
Mieszkańcy Grodziska Mazowieckiego posiadający Grodziską Kartę Mieszkańca mogą korzystać z przejazdów Warszawską Koleją Dojazdową na odcinku Grodzisk Mazowiecki Radońska – Grodzisk Mazowiecki Okrężna na podstawie jednorazowego biletu miejskiego. Analogicznie honorowane są bilety miejskie jednorazowe na przejazdy na odcinku Pruszków WKD – Malichy dla mieszkańców Pruszkowa posiadających Pruszkowską Kartę Mieszkańca.

Od 1 stycznia 2022 roku funkcjonuje 28 linii autobusowych, a ponadto projektowana jest linia w relacji Józefina - Żabia Wola - Siestrzeń - Nadarzyn - Janki - Raszyn - Warszawa.